# Herz Jesu-Lied
Herz Jesu-Lied (« hymne au Sacré-Cœur »), WAB 144, est le deuxième des deux motets de la période de Saint-Florian, dont la paternité incertaine. Si Bruckner en a effectivement été le compositeur, il a dû le composer vers 1845-1846.

## Historique
Si Bruckner a effectivement été le compositeur de ce motet, il a dû le composer vers 1845-1846 au cours de son séjour à l'Abbaye de Saint-Florian. Le texte est un hymne au Sacré-Cœur.
Le motet, dont le manuscrit est archivé à Saint-Florian, a d'abord été publié dans le Volume II/2, pp. 11 et 12 de biographie la Göllerich/Auer. L'œuvre est éditée dans le Volume XXI/11 de la Bruckner Gesamtausgabe.

## Texte
| Aus allen Herzen Eines stillt aller Herzen Leid, aus allen Herzen Eines ist aller Herzen Freud. Das Herz im Sakramente, dies Herz in Fleisch und Blut, dies Gottes Herz, ach kennte die Welt dies höchste Gut! | De tous les cœurs un seul Soulage la peine de tous les cœurs, De tous les cœurs un seul Est la joie de tous les cœurs. Le Sacré-Cœur, Ce cœur de chair et de sang, Ce cœur divin, ô si le monde Connaissait ce bien suprême ! |

## Composition
L'œuvre de 24 mesures en si bémol majeur, qui est conçue pour chœur mixte et orgue, contient deux passages pour solistes, l'un pour ténor et basse et l'autre pour soprano, et se termine par un postlude à l'orgue.

## Discographie
Il n'y a que 2 enregistrements de ce motet :
- Dan-Olof Stenlund, Malmö Kammarkör, Bruckner: Ausgewählte Werke – CD : Malmö Kammarkör MKKCD 051, 2004
- Thomas Kerbl, Chorvereinigung Bruckner 2011, Anton Bruckner: Lieder / Magnificat – CD : LIVA 046, 2011

## Sources
- August Göllerich, Anton Bruckner. Ein Lebens- und Schaffens-Bild, vers 1922 – édition posthume par Max Auer, G. Bosse, Ratisbonne, 1932
- Anton Bruckner – Sämtliche Werke, Band XXI: Kleine Kirchenmusikwerke, Musikwissenschaftlicher Verlag der Internationalen Bruckner-Gesellschaft, Hans Bauernfeind et Leopold Nowak (Éditeurs), Vienne, 1984/2001
- Cornelis van Zwol, Anton Bruckner 1824-1896 – Leven en werken, uitg. Thot, Bussum, Pays-Bas, 2012.  (ISBN 978-90-6868-590-9)